# Monkey Business (album, Margaret)
Monkey Business je druhé studiové album polské zpěvačky Margaret. Album bylo vydáno 2. června 2017 pod vydavatelstvím Magic Records a Extensive Music Sweden v distribuci Universal Music Polska.
Album se skládá z deseti písní v angličtině a dvou bonusových skladeb v polštině. Na všech skladbách kromě dvou se autorsky podílela sama zpěvačka. Hlavními producenty desky byli Thomas Karlsson a Joakim Buddee. Album obsahuje dva singly „Blue Vibes” (kompozice sloužila jako promo singl k polské verzi animovaného filmu Smerfy: Poszukiwacze zaginionej wioski) a „What You Do”.

## Autoři
Producenti alba byli Švédi Thomas Karlsson, Joakim Buddee, Fredrik Jansson, Robert Uhlmann, Simon Gribbe, Paulo Mendonca, americký punkrocker Chris Aiken, německý producent Lorenz Schimpf, íránsko-švédský zpěvák a producent Arash a švédsko-řecký skladatel Alex Papaconstantinou.

## Vydání
Album bylo vydáno 2. června 2017 v Polsku pod vydavatelstvím Magic Records a Extensive Music Sweden v distribuci Universal Music Polska. Patrony alba byli RMF FM, Cosmopolitan, All About Music, musiclife.pl, demotywatory.pl, 4funTV.pl a empik.com.

## Singly
Prvním promo singlem z alba se stala kompozice „Blue Vibes“, které vyšel 17. března 2017. Píseň byla nahrána jako soundtracku k filmu Šmoulové: Dobyvatelé ztracené vesnice. Druhým singlem byla skladba „What You Do”, které vyšlo 12. května 2017. Kompzice „What You Do” se umístila na 17. místě v polském žebříčku AirPlay – Top a na 1. místě v AirPlay – Nowości.

## Vizuální stránka
- Projektový manažer: Jadwiga Deręgowska
- Fotografie: Maciej Nowak
- Grafika: Tomasz Kudlak
- Vlasy: Bartek Janusz

## Seznam skladeb
| Nr  | Titul                                  | Producenti                                                                            | Délka |
| --- | -------------------------------------- | ------------------------------------------------------------------------------------- | ----- |
| 1.  | „Monkey Business”                      | Małgorzata Jamroży, Joakim Buddee, Thomas Karlsson                                    | 3:27  |
| 2.  | „Blue Vibes”                           | Małgorzata Jamroży, Joakim Buddee, Ingrid Hägglund, Dimitri Stassos                   | 3:12  |
| 3.  | „What You Do”                          | Małgorzata Jamroży, Thomas Karlsson, Arash Labaf, Robert Uhlmann, Anderz Wrethov      | 3:03  |
| 4.  | „Color of You” (host Tape Machines)    | Małgorzata Jamroży, Thomas Karlsson, Simon Gribbe, Fredrik Jansson                    | 3:14  |
| 5.  | „Super Human”                          | Małgorzata Jamroży, Joakim Buddee, Thomas Karlsson                                    | 3:57  |
| 6.  | „Over You”                             | Małgorzata Jamroży, Thomas Karlsson, Joakim Buddee                                    | 3:14  |
| 7.  | „Future Me Problem”                    | Thomas Karlsson, Joakim Buddee, Jenny Langlo, Molly Pettersson Hammar, Lorenz Schimpf | 3:03  |
| 8.  | „Glorious”                             | Małgorzata Jamroży, Thomas Karlsson, Joakim Buddee, Josefin Glenmark                  | 3:30  |
| 9.  | „Cuz It's You”                         | Małgorzata Jamroży, Thomas Karlsson, Joakim Buddee                                    | 3:42  |
| 10. | „Funky Song”                           | Małgorzata Jamroży, Thomas Karlsson, Paulo Mendonca                                   | 3:37  |
| 11. | „Nie chcę” (host Marcin Januszkiewicz) | Marcin Januszkiewicz, Andrzej Perkman                                                 | 3:17  |
| 12. | „Byle jak”                             | Małgorzata Jamroży, Emil Gullhamn, Sebastian Hallifax, Warner Chappell                | 3:00  |
|     |                                        | Celková délka:                                                                        | 40:55 |